# Flughafen Rhodos

i8
i11
i13
Der Flughafen Rhodos „Diagoras“ ((IATA-Code: RHO, ICAO-Code: LGRP), offiziell Rhodes International Airport, griechisch: Κρατικός Αερολιμένας Ρόδου „Διαγόρας“ oder vielfach auch Rhodos-Paradisi) ist der internationale Flughafen der griechischen Insel Rhodos.

## Lage und Verkehrsanbindung
Der Flughafen Rhodos liegt 13 Kilometer südwestlich der Stadt Rhodos, an der Westküste der Insel.
Er ist per Auto, Taxi und Bus (nach Rhodos Stadt) erreichbar. Die Buslinie von Rhodos-Stadt zum Flughafen verkehrt etwa ab 6:00 Uhr 1½-stündlich bis 22:30 Uhr.

## Geschichte
Der heutige Flughafen Rhodos Diagoras ersetzte 1977 den nur 3 Kilometer entfernten Flughafen Rhodos-Maritsa, der an seine Kapazitätsgrenzen stieß. Der alte Flughafen dient heute als Luftwaffenbasis, außerdem finden heute Veranstaltungen statt.
Der Flughafen Rhodos besitzt eine einzige Start- und Landebahn, wobei aus Richtung Osten (Kurs 245) der Flughafen mit Instrumentenlandesystem angeflogen werden kann. Die Landebahn hat eine Länge von 3305 m und bietet damit auch größeren Maschinen die Möglichkeit zur Landung.
Es gibt einige kleine Duty-Free-Shops sowie Bars und Bistros für die Fluggäste. Alle wichtigen europäischen Autovermieter sind am Flughafen vertreten.
Im Dezember 2015 wurde die Privatisierung des Flughafens Rhodos und 13 weiterer griechischer Regionalflughäfen mit der Unterzeichnung einer Vereinbarung zwischen dem Joint Venture zwischen der Fraport AG und der Copelouzos Group und dem staatlichen Privatisierungsfonds abgeschlossen. Die Konzession hat eine Laufzeit von 40 Jahren ab dem Zeitpunkt der Betriebsübernahme am 11. April 2017 und umfasst die Festlandflughäfen Thessaloniki, Aktion und Kavala sowie die Flughäfen auf den Inseln Kreta (Chania), Kefalonia, Korfu, Kos, Mykonos, Mytilini, Rhodos, Samos, Santorin, Skiathos und Zakynthos.
Im Jahr 2005 wurden schätzungsweise zwei Millionen Passagiere abgefertigt, womit das derzeitige Terminal an seine Grenzen gelangte. Seit Mai 2007 ist auch das neue Terminal in Betrieb genommen worden, welches das alte Terminal entlasten soll. Zurzeit werden dort jedoch nur Flugpassagiere abgefertigt, die in Länder außerhalb des Schengener Abkommens reisen. Seit 2017 wird der Flughafen Rhodos von der Fraport betrieben. Im Jahr 2020 wurden die von Fraport ausgeführten Renovierungs- und Vergrößerungsarbeiten am Flughafengebäude abgeschlossen.

## Fluggesellschaften und Ziele
Der Flughafen wird ganzjährig von Linienflügen der Olympic Air und Aegean Airlines aus Athen, Thessaloniki, Karpathos, Leros und Kassos angeflogen. Zwischen April und Oktober landen hauptsächlich Charter- und Billigfluggesellschaften mit Feriengästen aus vielen Ländern Europas und des Nahen Ostens (Israel, Jordanien, Libanon, Ägypten).